# Fusobacterium necrophorum
Fusobacterium necrophorum – beztlenowa, Gram-ujemna, nieprzetrwalnikująca pałeczka, będąca czynnikiem etiologicznym zakażeń głowy i szyi (anginy Plauta-Vincenta, raka wodnego) oraz zapalenia wsierdzia. 